# 1335
Portal Geschichte | Portal Biografien | Aktuelle Ereignisse | Jahreskalender | Tagesartikel

◄ |
13. Jahrhundert |
14. Jahrhundert
| 15. Jahrhundert | ►

◄ |
1300er |
1310er |
1320er |
1330er
| 1340er | 1350er | 1360er | ►

◄◄ |
◄ |
1331 |
1332 |
1333 |
1334 |
1335
| 1336 | 1337 | 1338 | 1339 | ► | ►►
Staatsoberhäupter  · Nekrolog
| Januar | Januar | Januar | Januar | Januar | Januar | Januar | Januar |
| Kw     | Mo     | Di     | Mi     | Do     | Fr     | Sa     | So     |
| ------ | ------ | ------ | ------ | ------ | ------ | ------ | ------ |
| 52     |        |        |        |        |        |        | 1      |
| 1      | 2      | 3      | 4      | 5      | 6      | 7      | 8      |
| 2      | 9      | 10     | 11     | 12     | 13     | 14     | 15     |
| 3      | 16     | 17     | 18     | 19     | 20     | 21     | 22     |
| 4      | 23     | 24     | 25     | 26     | 27     | 28     | 29     |
| 5      | 30     | 31     |        |        |        |        |        |

| Februar | Februar | Februar | Februar | Februar | Februar | Februar | Februar |
| Kw      | Mo      | Di      | Mi      | Do      | Fr      | Sa      | So      |
| ------- | ------- | ------- | ------- | ------- | ------- | ------- | ------- |
| 5       |         |         | 1       | 2       | 3       | 4       | 5       |
| 6       | 6       | 7       | 8       | 9       | 10      | 11      | 12      |
| 7       | 13      | 14      | 15      | 16      | 17      | 18      | 19      |
| 8       | 20      | 21      | 22      | 23      | 24      | 25      | 26      |
| 9       | 27      | 28      |         |         |         |         |         |

| März | März | März | März | März | März | März | März |
| Kw   | Mo   | Di   | Mi   | Do   | Fr   | Sa   | So   |
| ---- | ---- | ---- | ---- | ---- | ---- | ---- | ---- |
| 9    |      |      | 1    | 2    | 3    | 4    | 5    |
| 10   | 6    | 7    | 8    | 9    | 10   | 11   | 12   |
| 11   | 13   | 14   | 15   | 16   | 17   | 18   | 19   |
| 12   | 20   | 21   | 22   | 23   | 24   | 25   | 26   |
| 13   | 27   | 28   | 29   | 30   | 31   |      |      |

| April | April | April | April | April | April | April | April |
| Kw    | Mo    | Di    | Mi    | Do    | Fr    | Sa    | So    |
| ----- | ----- | ----- | ----- | ----- | ----- | ----- | ----- |
| 13    |       |       |       |       |       | 1     | 2     |
| 14    | 3     | 4     | 5     | 6     | 7     | 8     | 9     |
| 15    | 10    | 11    | 12    | 13    | 14    | 15    | 16    |
| 16    | 17    | 18    | 19    | 20    | 21    | 22    | 23    |
| 17    | 24    | 25    | 26    | 27    | 28    | 29    | 30    |

| Mai | Mai | Mai | Mai | Mai | Mai | Mai | Mai |
| Kw  | Mo  | Di  | Mi  | Do  | Fr  | Sa  | So  |
| --- | --- | --- | --- | --- | --- | --- | --- |
| 18  | 1   | 2   | 3   | 4   | 5   | 6   | 7   |
| 19  | 8   | 9   | 10  | 11  | 12  | 13  | 14  |
| 20  | 15  | 16  | 17  | 18  | 19  | 20  | 21  |
| 21  | 22  | 23  | 24  | 25  | 26  | 27  | 28  |
| 22  | 29  | 30  | 31  |     |     |     |     |

| Juni | Juni | Juni | Juni | Juni | Juni | Juni | Juni |
| Kw   | Mo   | Di   | Mi   | Do   | Fr   | Sa   | So   |
| ---- | ---- | ---- | ---- | ---- | ---- | ---- | ---- |
| 22   |      |      |      | 1    | 2    | 3    | 4    |
| 23   | 5    | 6    | 7    | 8    | 9    | 10   | 11   |
| 24   | 12   | 13   | 14   | 15   | 16   | 17   | 18   |
| 25   | 19   | 20   | 21   | 22   | 23   | 24   | 25   |
| 26   | 26   | 27   | 28   | 29   | 30   |      |      |

| Juli | Juli | Juli | Juli | Juli | Juli | Juli | Juli |
| Kw   | Mo   | Di   | Mi   | Do   | Fr   | Sa   | So   |
| ---- | ---- | ---- | ---- | ---- | ---- | ---- | ---- |
| 26   |      |      |      |      |      | 1    | 2    |
| 27   | 3    | 4    | 5    | 6    | 7    | 8    | 9    |
| 28   | 10   | 11   | 12   | 13   | 14   | 15   | 16   |
| 29   | 17   | 18   | 19   | 20   | 21   | 22   | 23   |
| 30   | 24   | 25   | 26   | 27   | 28   | 29   | 30   |
| 31   | 31   |      |      |      |      |      |      |

| August | August | August | August | August | August | August | August |
| Kw     | Mo     | Di     | Mi     | Do     | Fr     | Sa     | So     |
| ------ | ------ | ------ | ------ | ------ | ------ | ------ | ------ |
| 31     |        | 1      | 2      | 3      | 4      | 5      | 6      |
| 32     | 7      | 8      | 9      | 10     | 11     | 12     | 13     |
| 33     | 14     | 15     | 16     | 17     | 18     | 19     | 20     |
| 34     | 21     | 22     | 23     | 24     | 25     | 26     | 27     |
| 35     | 28     | 29     | 30     | 31     |        |        |        |

| September | September | September | September | September | September | September | September |
| Kw        | Mo        | Di        | Mi        | Do        | Fr        | Sa        | So        |
| --------- | --------- | --------- | --------- | --------- | --------- | --------- | --------- |
| 35        |           |           |           |           | 1         | 2         | 3         |
| 36        | 4         | 5         | 6         | 7         | 8         | 9         | 10        |
| 37        | 11        | 12        | 13        | 14        | 15        | 16        | 17        |
| 38        | 18        | 19        | 20        | 21        | 22        | 23        | 24        |
| 39        | 25        | 26        | 27        | 28        | 29        | 30        |           |

| Oktober | Oktober | Oktober | Oktober | Oktober | Oktober | Oktober | Oktober |
| Kw      | Mo      | Di      | Mi      | Do      | Fr      | Sa      | So      |
| ------- | ------- | ------- | ------- | ------- | ------- | ------- | ------- |
| 39      |         |         |         |         |         |         | 1       |
| 40      | 2       | 3       | 4       | 5       | 6       | 7       | 8       |
| 41      | 9       | 10      | 11      | 12      | 13      | 14      | 15      |
| 42      | 16      | 17      | 18      | 19      | 20      | 21      | 22      |
| 43      | 23      | 24      | 25      | 26      | 27      | 28      | 29      |
| 44      | 30      | 31      |         |         |         |         |         |

| November | November | November | November | November | November | November | November |
| Kw       | Mo       | Di       | Mi       | Do       | Fr       | Sa       | So       |
| -------- | -------- | -------- | -------- | -------- | -------- | -------- | -------- |
| 44       |          |          | 1        | 2        | 3        | 4        | 5        |
| 45       | 6        | 7        | 8        | 9        | 10       | 11       | 12       |
| 46       | 13       | 14       | 15       | 16       | 17       | 18       | 19       |
| 47       | 20       | 21       | 22       | 23       | 24       | 25       | 26       |
| 48       | 27       | 28       | 29       | 30       |          |          |          |

| Dezember | Dezember | Dezember | Dezember | Dezember | Dezember | Dezember | Dezember |
| Kw       | Mo       | Di       | Mi       | Do       | Fr       | Sa       | So       |
| -------- | -------- | -------- | -------- | -------- | -------- | -------- | -------- |
| 48       |          |          |          |          | 1        | 2        | 3        |
| 49       | 4        | 5        | 6        | 7        | 8        | 9        | 10       |
| 50       | 11       | 12       | 13       | 14       | 15       | 16       | 17       |
| 51       | 18       | 19       | 20       | 21       | 22       | 23       | 24       |
| 52       | 25       | 26       | 27       | 28       | 29       | 30       | 31       |

| Januar | Januar | Januar | Januar | Januar | Januar | Januar | Januar |
| Kw     | Mo     | Di     | Mi     | Do     | Fr     | Sa     | So     |
| ------ | ------ | ------ | ------ | ------ | ------ | ------ | ------ |
| 52     |        |        |        |        |        |        | 1      |
| 1      | 2      | 3      | 4      | 5      | 6      | 7      | 8      |
| 2      | 9      | 10     | 11     | 12     | 13     | 14     | 15     |
| 3      | 16     | 17     | 18     | 19     | 20     | 21     | 22     |
| 4      | 23     | 24     | 25     | 26     | 27     | 28     | 29     |
| 5      | 30     | 31     |        |        |        |        |        |

| Februar | Februar | Februar | Februar | Februar | Februar | Februar | Februar |
| Kw      | Mo      | Di      | Mi      | Do      | Fr      | Sa      | So      |
| ------- | ------- | ------- | ------- | ------- | ------- | ------- | ------- |
| 5       |         |         | 1       | 2       | 3       | 4       | 5       |
| 6       | 6       | 7       | 8       | 9       | 10      | 11      | 12      |
| 7       | 13      | 14      | 15      | 16      | 17      | 18      | 19      |
| 8       | 20      | 21      | 22      | 23      | 24      | 25      | 26      |
| 9       | 27      | 28      |         |         |         |         |         |

| März | März | März | März | März | März | März | März |
| Kw   | Mo   | Di   | Mi   | Do   | Fr   | Sa   | So   |
| ---- | ---- | ---- | ---- | ---- | ---- | ---- | ---- |
| 9    |      |      | 1    | 2    | 3    | 4    | 5    |
| 10   | 6    | 7    | 8    | 9    | 10   | 11   | 12   |
| 11   | 13   | 14   | 15   | 16   | 17   | 18   | 19   |
| 12   | 20   | 21   | 22   | 23   | 24   | 25   | 26   |
| 13   | 27   | 28   | 29   | 30   | 31   |      |      |

| April | April | April | April | April | April | April | April |
| Kw    | Mo    | Di    | Mi    | Do    | Fr    | Sa    | So    |
| ----- | ----- | ----- | ----- | ----- | ----- | ----- | ----- |
| 13    |       |       |       |       |       | 1     | 2     |
| 14    | 3     | 4     | 5     | 6     | 7     | 8     | 9     |
| 15    | 10    | 11    | 12    | 13    | 14    | 15    | 16    |
| 16    | 17    | 18    | 19    | 20    | 21    | 22    | 23    |
| 17    | 24    | 25    | 26    | 27    | 28    | 29    | 30    |

| Mai | Mai | Mai | Mai | Mai | Mai | Mai | Mai |
| Kw  | Mo  | Di  | Mi  | Do  | Fr  | Sa  | So  |
| --- | --- | --- | --- | --- | --- | --- | --- |
| 18  | 1   | 2   | 3   | 4   | 5   | 6   | 7   |
| 19  | 8   | 9   | 10  | 11  | 12  | 13  | 14  |
| 20  | 15  | 16  | 17  | 18  | 19  | 20  | 21  |
| 21  | 22  | 23  | 24  | 25  | 26  | 27  | 28  |
| 22  | 29  | 30  | 31  |     |     |     |     |

| Juni | Juni | Juni | Juni | Juni | Juni | Juni | Juni |
| Kw   | Mo   | Di   | Mi   | Do   | Fr   | Sa   | So   |
| ---- | ---- | ---- | ---- | ---- | ---- | ---- | ---- |
| 22   |      |      |      | 1    | 2    | 3    | 4    |
| 23   | 5    | 6    | 7    | 8    | 9    | 10   | 11   |
| 24   | 12   | 13   | 14   | 15   | 16   | 17   | 18   |
| 25   | 19   | 20   | 21   | 22   | 23   | 24   | 25   |
| 26   | 26   | 27   | 28   | 29   | 30   |      |      |

| Juli | Juli | Juli | Juli | Juli | Juli | Juli | Juli |
| Kw   | Mo   | Di   | Mi   | Do   | Fr   | Sa   | So   |
| ---- | ---- | ---- | ---- | ---- | ---- | ---- | ---- |
| 26   |      |      |      |      |      | 1    | 2    |
| 27   | 3    | 4    | 5    | 6    | 7    | 8    | 9    |
| 28   | 10   | 11   | 12   | 13   | 14   | 15   | 16   |
| 29   | 17   | 18   | 19   | 20   | 21   | 22   | 23   |
| 30   | 24   | 25   | 26   | 27   | 28   | 29   | 30   |
| 31   | 31   |      |      |      |      |      |      |

| August | August | August | August | August | August | August | August |
| Kw     | Mo     | Di     | Mi     | Do     | Fr     | Sa     | So     |
| ------ | ------ | ------ | ------ | ------ | ------ | ------ | ------ |
| 31     |        | 1      | 2      | 3      | 4      | 5      | 6      |
| 32     | 7      | 8      | 9      | 10     | 11     | 12     | 13     |
| 33     | 14     | 15     | 16     | 17     | 18     | 19     | 20     |
| 34     | 21     | 22     | 23     | 24     | 25     | 26     | 27     |
| 35     | 28     | 29     | 30     | 31     |        |        |        |

| September | September | September | September | September | September | September | September |
| Kw        | Mo        | Di        | Mi        | Do        | Fr        | Sa        | So        |
| --------- | --------- | --------- | --------- | --------- | --------- | --------- | --------- |
| 35        |           |           |           |           | 1         | 2         | 3         |
| 36        | 4         | 5         | 6         | 7         | 8         | 9         | 10        |
| 37        | 11        | 12        | 13        | 14        | 15        | 16        | 17        |
| 38        | 18        | 19        | 20        | 21        | 22        | 23        | 24        |
| 39        | 25        | 26        | 27        | 28        | 29        | 30        |           |

| Oktober | Oktober | Oktober | Oktober | Oktober | Oktober | Oktober | Oktober |
| Kw      | Mo      | Di      | Mi      | Do      | Fr      | Sa      | So      |
| ------- | ------- | ------- | ------- | ------- | ------- | ------- | ------- |
| 39      |         |         |         |         |         |         | 1       |
| 40      | 2       | 3       | 4       | 5       | 6       | 7       | 8       |
| 41      | 9       | 10      | 11      | 12      | 13      | 14      | 15      |
| 42      | 16      | 17      | 18      | 19      | 20      | 21      | 22      |
| 43      | 23      | 24      | 25      | 26      | 27      | 28      | 29      |
| 44      | 30      | 31      |         |         |         |         |         |

| November | November | November | November | November | November | November | November |
| Kw       | Mo       | Di       | Mi       | Do       | Fr       | Sa       | So       |
| -------- | -------- | -------- | -------- | -------- | -------- | -------- | -------- |
| 44       |          |          | 1        | 2        | 3        | 4        | 5        |
| 45       | 6        | 7        | 8        | 9        | 10       | 11       | 12       |
| 46       | 13       | 14       | 15       | 16       | 17       | 18       | 19       |
| 47       | 20       | 21       | 22       | 23       | 24       | 25       | 26       |
| 48       | 27       | 28       | 29       | 30       |          |          |          |

| Dezember | Dezember | Dezember | Dezember | Dezember | Dezember | Dezember | Dezember |
| Kw       | Mo       | Di       | Mi       | Do       | Fr       | Sa       | So       |
| -------- | -------- | -------- | -------- | -------- | -------- | -------- | -------- |
| 48       |          |          |          |          | 1        | 2        | 3        |
| 49       | 4        | 5        | 6        | 7        | 8        | 9        | 10       |
| 50       | 11       | 12       | 13       | 14       | 15       | 16       | 17       |
| 51       | 18       | 19       | 20       | 21       | 22       | 23       | 24       |
| 52       | 25       | 26       | 27       | 28       | 29       | 30       | 31       |

## Ereignisse

### Politik und Weltgeschehen

#### Polen / Böhmen
- 24. August: Im Vertrag von Trentschin mit Böhmen gibt König Kasimir der Große alle polnischen Ansprüche auf Territorien der Schlesischen Piasten auf. Diese auf der Burg Trentschin in der zu diesem Zeitpunkt ungarischen Stadt Trentschin geschlossene Gebietsabgrenzung zwischen Polen und Schlesien bleibt weitgehend mehr als 600 Jahre bestehen. Johann von Böhmen und sein Sohn Karl verzichten gegen eine Geldzahlung auf seine Titularrechte zur polnischen Krone und erhalten die Anerkennung ihrer Lehnsherrschaft über Schlesien.

#### Weitere Ereignisse im Reich

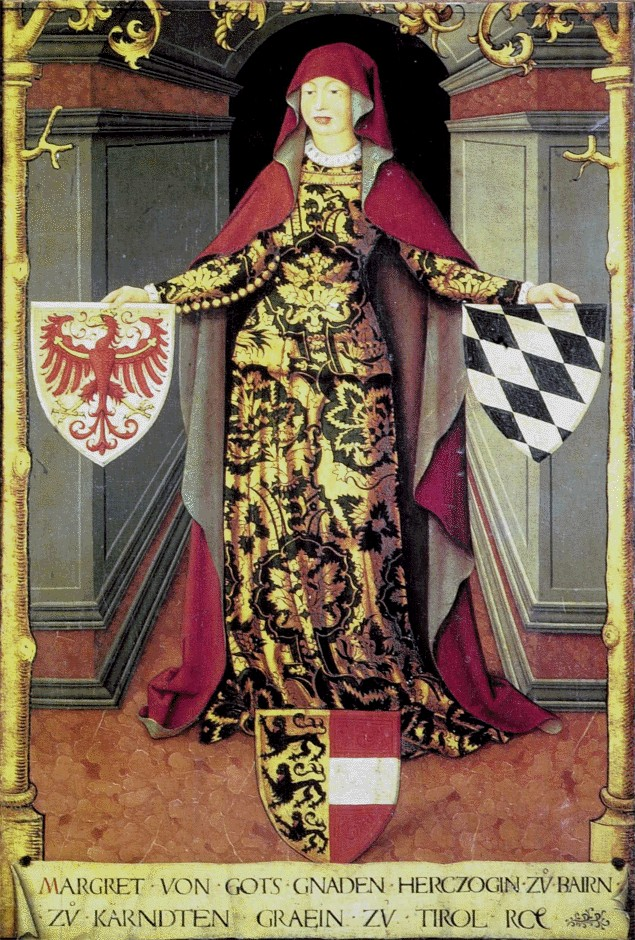
Margarete von Tirol, genannt Margarete Maultasch

- 2. Mai: Mit der Übertragung als Reichslehen an die Brüder Otto den Fröhlichen und Albrecht den Weisen wird Kärnten Teil der Habsburger Länder. Der bisherige Herzog Heinrich aus der Dynastie der Meinhardiner ist am 2. April ohne männlichen Nachkommen verstorben. Die Grafschaft Tirol soll zwischen Habsburgern und Wittelsbachern aufgeteilt werden, was jedoch auf den Widerstand der Tiroler Stände trifft, die sich für ein geeintes Tirol unter Heinrichs Tochter Margarete und ihrem Mann Johann Heinrich von Luxemburg starkmachen.
- 2. Juli: Otto der Fröhliche unterzieht sich als erster Habsburger dem Kärntner Einsetzungszeremoniell auf dem Herzogstuhl in Karnburg (bis 1414 auf Slowenisch).

#### Republik Venedig
- 20. Juli: In Venedig wird der 1310 aus Anlass der Verschwörung des Baiamonte Tiepolo befristet eingerichtete Rat der Zehn zu einer permanenten Einrichtung erhoben. Der Rat entwickelt sich zu einem der wichtigsten Gremien im venezianischen Justiz- und Herrschaftssystem als höchstes Gericht und oberste Polizeibehörde, die für Ermittlungen politischer Natur zuständig ist. Er besteht aus zehn ordentlichen Mitgliedern, die vom Großen Rat (Maggior Consiglio) aus dem Senat gewählt werden.

#### Schottland / England
- Oktober: Der vom englischen König Edward III. unterstützte schottische Thronanwärter Edward Balliol ernennt David (III) Strathbogie, Earl of Atholl, zum Guardian of Scotland nördlich des Forth, während er sich selbst nach Northumberland zurückzieht.
- Oktober/November: David Strathbogie beginnt mit der Belagerung von Kildrummy Castle, woraufhin Andrew Murray, der Guardian of Scotland für den minderjährigen und mit seiner Mutter nach Frankreich geflohenen David II., ein Entsatzheer zusammenstellt.

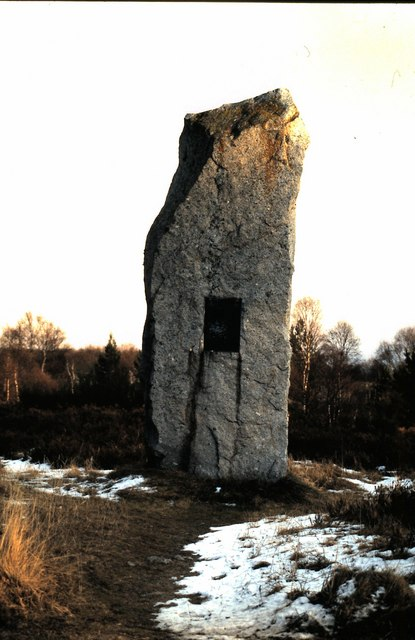
Gedenkstein der Schlacht von Culblean

- 30. November: In der Schlacht von Culblean im Rahmen des zweiten schottischen Unabhängigkeitskrieges können die Schotten unter ihrem Anführer Andrew Murray die englischen Truppen Edward Balliols unter dem Befehl von David (III) Strathbogie vernichtend schlagen. Die Schlacht bildet den Wendepunkt des Krieges, nachdem Murray zuvor bereits Verhandlungen über eine mögliche Unterwerfung geführt hat.

#### Asien
- 5. Dezember: Arpa Ke'un wird als Nachfolger des am 1. Dezember im Alter von 30 Jahren gestorbenen Abū Saʿīd als Ilchan von Persien. Unter seiner Herrschaft beginnt der Zerfall des mongolischen Teilreichs. Rasch hat er gegen eine Invasion der Goldenen Horde unter Usbek Khan zu kämpfen.

#### Stadtrechte und urkundliche Ersterwähnungen

Stadtwappen von Schmalkalden

- Schmalkalden erhält die Stadtrechte.
- Bettenhausen, Châtelat, Engwang und Molinis werden erstmals urkundlich erwähnt.

### Wissenschaft und Technik
- Guglielmo Zelandino installiert die erste Turmuhr mit einem Zifferblatt in der Kirche von St. Gottardo in Mailand. Sie besteht aus einem Apparat, der einem Türmer zu jeder vollen Stunde ein Zeichen gibt, worauf dieser die Glocke ein oder mehrere Male läutet. Jahrzehnte später erhält die Uhr einen Stundenzeiger und noch viel später einen Zeiger zur Minutenanzeige.
- Das Syntagma kata stoicheion, eine von Matthaios Blastares zusammengetragene spätbyzantinische Sammlung kirchlichen und weltlichen Rechts, wird nach einjähriger Arbeit fertiggestellt.

### Kultur
- Don Juan Manuel vollendet sein Werk El Conde Lucanor.

### Religion
- Auf dem Generalkapitel der Dominikaner in London werden mehrere Bestimmungen, das Studium in den Konventen betreffend, erlassen.

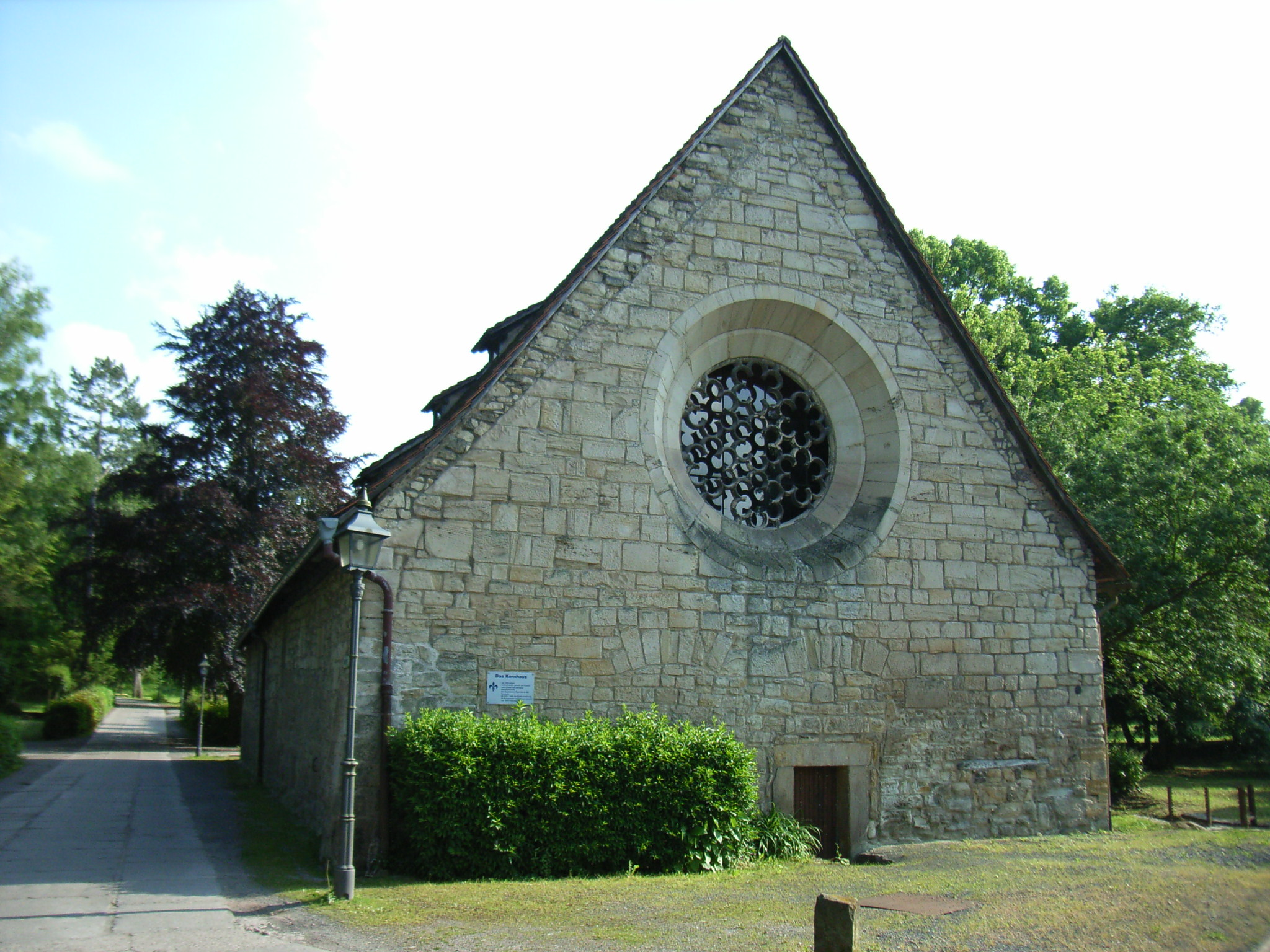
Kornhaus, einziges erhaltenes Gebäude des Klosters Georgenthal

- Das Zisterzienserkloster Georgenthal verfügt über 10.946 ha oder rund 109 km² zusammenhängendem Gebietes ohne alle anderen umfangreichen Erwerbungen, was immerhin fast ein Dreizehntel der Fläche des späteren Herzogtums Gotha ausmacht.
- Das Dominikanerinnenkloster St. Ursula bei Augsburg wird gegründet.

## Geboren

### Geburtsdatum gesichert
- 25. Mai: Margarethe von Luxemburg, Königin von Ungarn und Kroatien († 1349)
- 31. Mai: Matteo da Campione, italienischer Bildhauer († 1396)
- 27. Oktober: Taejo, König des koreanischen Königreichs von Joseon und Gründer der Joseon-Dynastie († 1408)

### Genaues Geburtsdatum unbekannt
- John Ball, englischer Prediger († 1381)
- Dietrich IV. von Volmerstein, deutscher Adeliger († 1396)
- Andreas Franchi, Dominikaner und italienischer Bischof († 1401)

### Geboren um 1335
- Angelo Correr, unter dem Namen Gregor XII. Papst der katholischen Kirche († 1417)
- Hugh Dacre. englischer Adeliger und Politiker († 1383)
- Francesco Datini, toskanischer Fernhändler, Bankier, Tuchproduzent, Spekulant und Stifter († 1410)
- Robert Waldby, englischer Geistlicher († 1397)
- 1335/1345: Agnes von Wittelsbach, Klarissin († 1352)

## Gestorben

### Todesdatum gesichert
- 23. Februar: Gertrud von Ortenberg, deutsche Adelige und Begine (* zwischen 1275 und 1285)
- 2. April: Heinrich von Kärnten, König von Böhmen und Markgraf von Mähren sowie Titularkönig von Polen, als Heinrich VI. Herzog von Kärnten und Krain sowie Graf von Tirol (* 1265)
- 4. April: Markward von Jesowe, Bischof von Ratzeburg
- 8. April: Werntho Schenk von Reicheneck, Fürstbischofselekt von Bamberg
- 18. April: Luther von Braunschweig, Hochmeister des Deutschen Ordens (* um 1275)
- 7. Juni: Ekbert von Bentheim, Vizedominus und Domherr in Münster (* im 13. Jahrhundert)
- 11. Juli: Hermann II. Hummel von Lichtenberg, Bischof von Würzburg und Kanzler von Kaiser Ludwig dem Bayern
- 16. Juli: Heinrich I. von Grünberg, Bischof von Naumburg
- 22. September: Guglielmo II. Tocco, neapolitanischer Patrizier und Gouverneur von Korfu (* um 1280)
- 19. Oktober: Elisabeth Richza von Polen, Königin von Böhmen und Polen (* 1286)
- 24. November: Heinrich VI., Herzog von Breslau (* 1294)
- 1. Dezember: Abū Saʿīd, Ilchan von Persien (* 1305)

### Genaues Todesdatum unbekannt
- Februar: John de Clinton, englischer Adeliger und Politiker (* um 1300)
- Mai/Juni: Johann von Chalon-Arlay, Bischof von Basel und Bischof von Langres (* 1300/1301)
- Gruffydd Llwyd, walisischer Militär
- Moriyoshi, japanischer Prinz (* 1308)
- Giovanni II. Orsini, Pfalzgraf von Kephalonia und Despot von Epirus (* um 1300)